# Anthidium emarginatum
Anthidium emarginatum là một loài Hymenoptera trong họ Megachilidae. Loài này được Say mô tả khoa học năm 1824.